# Lisa Hanna
Lisa Rene Hanna (Retreat, 27 augustus 1975) is een Jamaicaans politica en de winnares van Miss World 1993. Zij is parlementslid en lid van People's National Party (PNP). Van 2012 tot 2016 was zij minister voor Jeugd en Cultuur.

## Leven
Hanna groeide op in de parish Saint Mary. Op 18-jarige leeftijd won ze de Miss Jamaica World verkiezing. In november 1993 werd ze op de internationale missverkiezingen in Sun City, Zuid-Afrika tot Miss World 1993 bekroond. Ze was de derde Jamaicaanse vrouw die deze wedstrijd won, na Carole Joan Crawford in 1963 en Cindy Breakspeare in 1967.
Hierna studeerde Hanna communicatie aan de Universiteit van West-Indië en behaalde in 2000 een masterdiploma. Ze werkte als communicatieadviseur en was begin jaren 2000 co-presentatrice van de talkshow Our Voices op de Jamaicaanse televisie. Ze was betrokken bij verschillende ontwikkelingsprojecten, waaronder het World Hunger Project en de Jamaica Movement for the Advancement of Literacy. Zij trad op als goodwill-ambassadeur bij de Verenigde Naties (VN).
Hanna trouwde in 2017 met zakenman Richard Lake. Uit een eerder huwelijk heeft zij een zoon.

## Politiek
Bij de verkiezingen op 3 september 2007 werd Hanna namens de People's National Party (PNP) lid van het Huis van Afgevaardigden voor het kiesdistrict St. Ann South Eastern. Zij was een van de jongste vrouwelijke leden van het Jamaicaanse parlement en fungeerde als schaduwminister van jeugd- en cultuurbeleid. Bij de verkiezingen in 2011 en 2016 behield zij ook een meerderheid van stemmen in haar kiesdistrict.
In 2011 werd Hanna benoemd tot minister van Jeugd en Cultuur in het kabinet van Portia Simpson-Miller. Tijdens haar ambtstermijn zag ze zich omringd door controverse over zowel haar uiterlijk, als haar functioneren als minister. In 2013 werd ze door de krant Jamaica Observer uitgeroepen tot de meest sexy Jamaicaanse vrouw en in 2014 ging een zelf-gedeelde strandfoto viraal op het internet.
Sedert 2016 zit Hanna in de oppositiebanken van het Huis van Afgevaardigden en fungeert zij als schaduwminister van buitenlandse zaken en internationale handel.